# Adrián Fernández (motociclista)
Adrián Fernández González, detto Pitito (Madrid, 31 gennaio 2004), è un pilota motociclistico spagnolo.
Anche suo fratello, Raúl Fernández, corre come pilota motociclistico professionista.

## Carriera

### Gli inizi
Partecipa alla European Talent Cup nel 2017 e nel 2018, per poi passare a correre nella categoria Moto3 del campionato spagnolo Velocità, chiudendo settimo nel 2020. Nella stessa stagione disputa due prove, conquistando un podio, nella classe Moto3 del campionato Italiano. Sempre nel 2020 debutta nella classe Moto3 del motomondiale, correndo in Portogallo in sostituzione dell'infortunato Filip Salač sulla Honda NSF250R del team Rivacold Snipers.

### Moto3
Nel 2021 diventa pilota titolare nello Sterilgarda Max Racing Team, che gli affida una Husqvarna FR250GP; il compagno di squadra è Romano Fenati. Ottiene come miglior risultato un sesto posto in Francia e termina la stagione al ventiduesimo posto con 30 punti.
Rimane in Moto3 anche nel 2022, stavolta nel team Tech 3. Il compagno di squadra è Deniz Öncü. Totalizza cinquantun punti con cui conclude la stagione al ventesimo posto. Nel 2023 fa il suo esordio nel Campionato mondiale Supersport disputa infatti, in qualità di pilota wild card, il Gran Premio di Montmelò dove ottiene un punto in gara due. Contestualmente alle derivate dalla serie, disputa otto Gran Premi nella classe Moto3 del motomondiale come pilota sostitutivo per il team Leopard Racing. Totalizza venticinque punti classificandosi ventiduesimo.
Per la stagione 2024 viene promosso a pilota titolare con Leopard Racing, con il connazionale Ángel Piqueras come compagno di squadra. Dopo un ritiro nella prima gara in Qatar, termina costantemente le gare in zona punti lottando sempre per le posizioni di vertice, ma senza centrare il podio con un quarto posto in Germania come miglior risultato. In Indonesia, arriva il primo podio in carriera nel Motomondiale chiudendo la gara in seconda posizione dietro solo a David Alonso. Continua il suo momento positivo nella tournée asiatica con due terzi posti nei due successivi appuntamenti in Giappone ed in Australia. Al sabato del Gran Premio della Malesia, conquista la sua prima Pole Position, salvo poi doversi ritirare in gara. Termina la sua quinta stagione nel motomondiale, la terza a tempo pieno, con 158 ed il sesto posto in classifica: miglior piazzato tra tutti i piloti Honda.

## Risultati in gara

### Motomondiale
| 2020 | Classe | Moto  |  |  |  |  |  |  |  |  |  |  |  |  |  |  |    |  |  |  |  |  |  |  | Punti | Pos. |
| ---- | ------ | ----- |  |  |  |  |  |  |  |  |  |  |  |  |  |  | -- |  |  |  |  |  |  |  | ----- | ---- |
| 2020 | Moto3  | Honda |  |  |  |  |  |  |  |  |  |  |  |  |  |  | 18 |  |  |  |  |  |  |  | 0     |      |

| 2021 | Classe | Moto      |    |     |     |    |   |     |     |     |     |    |     |    |    |    |    |    |    |    |  |  |  |  | Punti | Pos. |
| ---- | ------ | --------- | -- | --- | --- | -- | - | --- | --- | --- | --- | -- | --- | -- | -- | -- | -- | -- | -- | -- |  |  |  |  | ----- | ---- |
| 2021 | Moto3  | Husqvarna | 17 | Rit | Rit | 24 | 6 | Rit | Rit | Rit | Rit | 10 | Rit | 19 | 12 | 20 | 21 | 13 | 11 | 14 |  |  |  |  | 30    | 22º  |

| 2022 | Classe | Moto |    |     |    |    |    |     |    |    |   |   |     |    |    |    |   |    |     |    |    |   |  |  | Punti | Pos. |
| ---- | ------ | ---- | -- | --- | -- | -- | -- | --- | -- | -- | - | - | --- | -- | -- | -- | - | -- | --- | -- | -- | - |  |  | ----- | ---- |
| 2022 | Moto3  | KTM  | 14 | Rit | 13 | 14 | NP | Rit | 20 | 10 | 9 | 8 | Rit | 15 | 17 | 16 | 5 | 18 | Rit | 18 | 15 | 6 |  |  | 51    | 20º  |

| 2023 | Classe | Moto  |  |  |  |  |  |  |    |     |  |  |  |  |  |  |     |   |    |   |    |    |  |  | Punti | Pos. |
| ---- | ------ | ----- |  |  |  |  |  |  | -- | --- |  |  |  |  |  |  | --- | - | -- | - | -- | -- |  |  | ----- | ---- |
| 2023 | Moto3  | Honda |  |  |  |  |  |  | 16 | Rit |  |  |  |  |  |  | Rit | 5 | 15 | 5 | 17 | 14 |  |  | 25    | 22º  |

| 2024 | Classe | Moto  |     |    |    |   |   |    |   |   |   |   |   |    |    |   |   |   |   |    |     |    |  |  | Punti | Pos. |
| ---- | ------ | ----- | --- | -- | -- | - | - | -- | - | - | - | - | - | -- | -- | - | - | - | - | -- | --- | -- |  |  | ----- | ---- |
| 2024 | Moto3  | Honda | Rit | 10 | 11 | 6 | 6 | 10 | 8 | 7 | 4 | 8 | 6 | 11 | 13 | 8 | 2 | 3 | 3 | 22 | Rit | 11 |  |  | 158   | 6º   |

| 2025 | Classe | Moto  |   |   |    |     |   |   |     |    |     |     |     |   |   |  |  |  |  |  |  |  |  |  | Punti | Pos. |
| ---- | ------ | ----- | - | - | -- | --- | - | - | --- | -- | --- | --- | --- | - | - |  |  |  |  |  |  |  |  |  | ----- | ---- |
| 2025 | Moto3  | Honda | 3 | 2 | 12 | Rit | 4 | 8 | Inf | NP | Rit | Rit | Rit | 6 | 8 |  |  |  |  |  |  |  |  |  | 79    |      |

| Legenda | 1º posto        | 2º posto            | 3º posto            | A punti      | Senza punti        | Grassetto – Pole position Corsivo – Giro più veloce |
| Legenda | Gara non valida | Non qual./Non part. | Ritirato/Non class. | Squalificato | '-' Dato non disp. | Grassetto – Pole position Corsivo – Giro più veloce |

### Campionato mondiale Supersport
| 2023 | Moto   |  |  |  |  |  |  |    |    |  |  |  |  |  |  |  |  |  |  |  |  |  |  |  |  | Punti | Pos. |
| ---- | ------ |  |  |  |  |  |  | -- | -- |  |  |  |  |  |  |  |  |  |  |  |  |  |  |  |  | ----- | ---- |
| 2023 | Yamaha |  |  |  |  |  |  | 18 | 15 |  |  |  |  |  |  |  |  |  |  |  |  |  |  |  |  | 1     | 46º  |

| Legenda | 1º posto        | 2º posto            | 3º posto           | A punti      | Senza punti        | Grassetto – Pole position Corsivo – Giro più veloce |
| Legenda | Gara non valida | Non qual./Non part. | Ritirato/Non class | Squalificato | '-' Dato non disp. | Grassetto – Pole position Corsivo – Giro più veloce |